# Pietro Paolo Celesia
Pietro Paolo, marquis Celesia (1er octobre 1732, Gênes - 12 janvier 1806), est un diplomate et homme d'État génois.

## Biographie
D'une importante famille de Gênes, Pietro Paolo Celesia suivit des études aux universités de Pise, de Rome et de Leyde.
Ministre de la république de Gênes à Londres de 1755 à 1759, il fut envoyé à Turin en 1772 pour effectuer la délimitation définitive de Gênes et du Piémont. 
Celesia fut ministre plénipotentiaire à Madrid de 1784 à 1785, puis envoyé extraordinaire toujours auprès du roi d'Espagne de 1785 à 1797.
En 1800, il devint successivement membre de la commission législative du gouvernement de la régence de Gênes et de la consulte législative de la République ligurienne, puis membre de la régence de Gênes instituée par les armées autrichiens.
Le 19 juin 1803, il fut chargé, en qualité que doyen du Sénat, d'installer le gouvernement constitutionnel, et conserva cette distinction jusqu'à la réunion de la Ligurie à l'Empire français.
Président du conseil d'arrondissement de Gênes, il fut nommé par l'archichancelier de l'Empire à la commission des monuments et du conseil d'administration de l'Université.
Il était membre de l'Institut Ligurien et de la Royal Society.
Marié à Dorothea Mallet, il est le grand-père du marquis Ernest de Cadoine de Gabriac et le beau-père de Jean-François, marquis de Ginestous, maréchal de camp.

## Sources
- Augustin Bianchi, Éloge historique de Pierre-Paul Celesia, lu a l'Académie de Génes, 1809
- (it) Salvatore Rotta, CELESIA, Pietro Paolo, in "Dizionario Biografico degli Italiani - Volume 23", 1979
- (it) Paolo Bernardini (it), Le corrispondenze diplomatiche di Pietro Paolo Celesia dalla corte di Spagna: una scelta : 1784-1788, 1995
- Biographie universelle, ancienne et moderne, Volumes 3 à 4, 1847
- (it) Carlo Giuseppe Guglielmo Botta, Histoire d'Italie, de 1789 à 1814, Volume 4, 1824
- Joseph Lavallée, Annales nécrologiques de la Legion d'Honneur: avec 15 portraits de legionnaires, gravés en taille-douce, 1807
- (it) Vittoria Corti, Ritratto di un giovane illuminista : Pietro Paolo Celesia, 1986
- Claude-Augustin Vieilh de Boisjolin, Charles Claude Binet de Sainte-Preuve, Biographie universelle et portative des contemporains; ou, Dictionnaire historique des hommes vivants et des hommes morts depuis 1788 jusqu'à nos jours: qui se sont fait remarquer par leurs écrits, leurs actions, leurs talents, leurs vertus ou leurs crimes, Volume 1, 1836